# ARV Mariscal Sucre (F-21)
Le fregata venezuelana Mariscal Sucre è la prima di sei unità missilistiche tipo Lupo che il Venezuela ordinò ai cantieri italiani el 1975 e costruite tra il 1976 e il 1979 entrarono in servizio tra il 1980 e il 1982. La Mariscal Sucre, unità capoclasse, è stata costruita nel Cantiere navale del Tirreno di Riva Trigoso ed è entrata in servizio nella marina venezuelana il 14 luglio 1980.

## Servizio
Nel corso degli anni ha partecipato ad importanti esercitazioni navali ed è stata protagonista dell'esercitazione multinazionale UNITAS.
Nel 1987 insieme con altre unità della marina venezuelana partecipò al confronto con la Colombia che quasi sfociò in un conflitto armato, noto in Colombia come Crisi della corvetta ARC Caldas, nella quale una controversia relativa alle acque territoriali del golfo di Maracaibo portò ad un addensamento di forze navali nella zona, e ad uno schieramento notevole di mezzi militari alla frontiera dei due paesi.

## Ammodernamenti
Tra il 1998 e il 2002 insieme alla gemella Almirante Brión è stata sottoposta a lavori di ammodernamento presso gli stabilimenti Ingalls Shipbuilding di Pascagoula nel Mississippi.
Le modifiche hanno riguardato la totale revisione dello scafo, la sostituzione dei motori diesel di propulsione, la modernizzazione delle turbine a gas, la sostituzione del sistema di controllo dell'apparato propulsore, la sostituzione dei gruppi elettrogeni, un nuovo radar di navigazione, nuovo sonar a scafo, nuovi sistemi elettronici che hanno ammodernato il sistema di comando e controllo migliorando notevolmente il livello di automazione e consentendo di ridurre l'equipaggio da 185 a 131 uomini.
L'unità è stata dotata di motori diesel MTU 20V 1163, del nuovo radar di sorveglianza e ricerca aerea Elta EL/M-2238 Star 3D, del sistema ESM/ECM Elisra NS 9003/9005 e del sistema Elbit ENTCS 2000 per il controllo del tiro. I lanciatori SCLAR sono stati sostituiti da lanciatori Mk 137 da 130mm, così come il sonar che nella nuova configurazione è il Northrop Grumman SQS-53C montato sullo scafo. Le navi sono equipaggiate del sistema di navigazione Sperry marine MK 39 e del sistema di comunicazione integrato SHINCOM 2100 della DRS Technologies.
Col cambio di nome della forza navale venezuelana, il prefisso dell'unità è diventato da ARV a AB (Armada Bolivariana).

## Galleria d'immagini

Il Mariscal Sucre in costruzione a Riva Trigoso.
Il varo del Mariscal Sucre.
Il Mariscal Sucre durante le prove in mare in Italia prima della consegna.
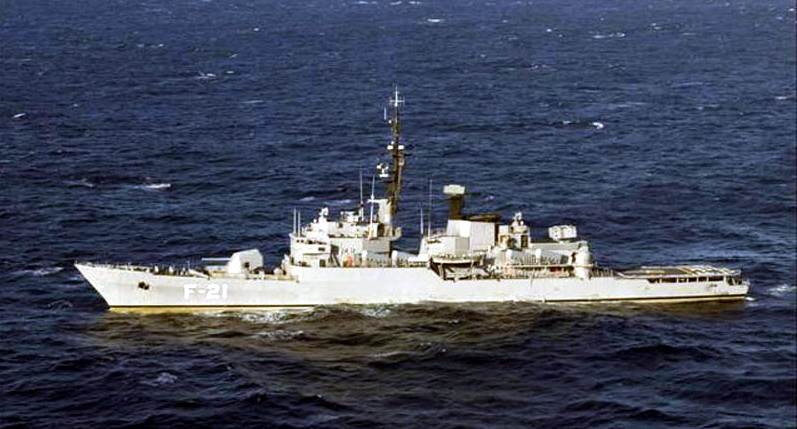
Durante l'esercitazione UNITAS dopo i lavori di ammodernamento.